# Premeaux-Prissey
 Premeaux-Prissey  es una población y comuna francesa, en la región de Borgoña-Franco Condado, departamento de Côte-d'Or, en el distrito de Beaune y cantón de Nuits-Saint-Georges.

## Demografía
| 442 | 429 | 379 | 336 | 332 | 373 |
| Para los censos de 1962 a 1999 la población legal corresponde a la población sin duplicidades (Fuente: INSEE [Consultar]) |     |     |     |     |     |